# Negro League
Le Negro League erano leghe sportive statunitensi di baseball professionistico in cui le squadre erano formate esclusivamente o in ampia prevalenza da giocatori afroamericani. Furono attive dalla fine dell'Ottocento fino al 1966, quando si esaurirono spontaneamente con il progredire dell'integrazione degli afroamericani.

## Storia
Nel 1885 i Cuban Giants formarono la prima squadra appartenente a una Negro League. Nel corso del tempo le Negro League organizzarono diversi campionati, l'ultimo dei quali nel 1958, dopo di che l'attività si ridusse progressivamente a incontri basati sulla formula all stars fino all'ultimo incontro, avvenuto nel 1966. Nel 1990 è stato creato anche un museo di nome Negro Leagues Baseball Museum. Nel dicembre 2020 la Negro League è stata inclusa tra le major league con effetto retroattivo.